# Niemcza (obwód kurski)
Niemcza (ros. Немча) – wieś (ros. село, trb. sieło) w zachodniej Rosji, w sielsowiecie niżniegridinskim rejonu bolszesołdatskiego w obwodzie kurskim.

## Geografia
Miejscowość położona jest nad rzeką Niemcza, 1,5 km od centrum administracyjnego sielsowietu niżniegridinskiego (Niżnieje Gridino), 14,5 km od centrum administracyjnego rejonu (Bolszoje Sołdatskoje), 51 km od Kurska.
W granicach miejscowości znajdują się ulice: Małachowka, Własowka, Zariecznaja, Gorka, Popowka, Centralnaja.

## Demografia
W 2010 r. miejscowość zamieszkiwało 220 osób.